# Bujaki (województwo podlaskie)
Bujaki (białorus. Буякі) – wieś w Polsce położona w województwie podlaskim, w powiecie siemiatyckim, w gminie Drohiczyn.
W latach 1975–1998 miejscowość administracyjnie należała do województwa białostockiego.
Według Pierwszego Powszechnego Spisu Ludności w 1921 r. wieś Bujaki liczyła 324 mieszkańców zamieszkałych w 55-u budynkach. 61% mieszkańców miejscowości (199 osób) zadeklarowało wyznanie rzymskokatolickie, 38% (czyli 124 osoby) wyznanie prawosławne, zaś pozostały 1% (1 osoba) wyznanie greckokatolickie. Jednocześnie większość mieszkańców wsi w liczbie 212 osób podało polską przynależność narodową, 100 mieszkańców zgłosiło  białoruską tożsamość narodową, a pozostałych 12 rusińską. W owym czasie miejscowość znajdowała się w gminie Narojki w powiecie bielskim.
Urodził się tu Antoni Wodyński – oficer Armii Krajowej i Zrzeszenia Wolność i Niezawisłość, podporucznik 6 Partyzanckiej Brygady Wileńskiej, dowódca patrolu i członek sztabu tej Brygady, żołnierz wyklęty.
Wierni Kościoła rzymskokatolickiego należą do parafii Trójcy Przenajświętszej w Drohiczynie.